# Juan Company
Juan Company Jiménez (Bailén, 23 de noviembre de 1877 - Benicalap, 7 de enero de 1951) fue un médico y político republicano español que residió buena parte de su vida en Alhama de Almería y llegó a ser diputado a Cortes en la Segunda República.

## Biografía
Hijo del comandante de puesto de la Guardia Civil en Bailén, ya de niño su familia se trasladó a Alhama de Almería, lugar de nacimiento de su padre. Tras terminar bachiller en Almería, cursó los dos primeros años de medicina en la Universidad de Granada, terminando sus estudios en la Universidad de Barcelona en 1900. Nada más concluir su formación se estableció como médico en Canjáyar para, poco después, ganar por oposición la plaza de médico de baños en el balneario de Alhama, puesto que ocupó hasta 1918. Ya casado, se trasladó a Almería para abrir una consulta como especialista de pulmón y corazón, aunque siguió trabajando como médico higienista ocasionalmente, en especial en distintos balnearios de España como el de Panticosa en la provincia de Huesca. Fue tesorero del Colegio de Médicos de Almería y miembro de la Junta Antituberculosa, y publicaba habitualmente en revistas médicas especializadas en enfermedades pulmonares, higiene y las relaciones entre las pobres condiciones de trabajo y la salud de los obreros, donde destacaron las denuncias por las condiciones de trabajo de los mineros de Rodalquilar.
En el terreno político estuvo vinculado desde joven a la Alianza Republicana de Almería, incorporándose al Partido Republicano Federal del que fue presidente en Almería. Fue miembro iniciado en la masonería en la logia Progreso nº 28 de Almería lo que le llevó a prisión un tiempo durante la dictadura de Primo de Rivera. En las elecciones municipales de 1931 que dieron lugar a la proclamación de la República fue elegido concejal del ayuntamiento de Almería. Después se presentó con los federales como candidato a diputado en las elecciones generales de 1931, y de nuevo en 1936, ya como miembro de Izquierda Republicana, obteniendo el escaño dentro de la candidatura del Frente Popular.
Al estallar la Guerra Civil consiguió ponerse a salvo de la represión de los sublevados y participó profesionalmente como médico de campaña. En 1937 se afilió al Partido Socialista Obrero Español (PSOE), pero se le denegó el ingreso al Grupo Parlamentario Socialista por requerirse un tiempo de militancia previo. Al final de la guerra consiguió pasar a Argelia, donde fue internado en un campo de concentración. En España fue suspendido por el Colegio de Médicos al poco de terminar la guerra, procesado en rebeldía por el Tribunal para la Represión de la Masonería y el Comunismo a dieciséis años de prisión e inhabilitación absoluta y perpetua de su profesión y por el de Responsabilidades Políticas, que archivó el caso en 1945. En 1942 consiguió embarcar hacia México donde residía ya su hijo mayor como representante de unos laboratorios, instalándose en su vivienda en la capital azteca e incorporándose, entonces sí, al Grupo Parlamentario Socialista. Allí trabajó como médico y profesor ocasional, sobre todo entre los exiliados españoles. En 1946 comenzó a sufrir graves problemas de visión. Enfermo, tras el fin de la Segunda Guerra Mundial hizo gestiones para regresar a España ante Gregorio Marañón, al que había conocido en 1928, quien finalmente consiguió que se le autorizase la entrada en 1949, si bien jamás se le permitió volver a ejercer.